# Xylota unica
Xylota unica är en tvåvingeart som beskrevs av Violovitsh 1977. Xylota unica ingår i släktet vedblomflugor, och familjen blomflugor. Inga underarter finns listade i Catalogue of Life.